# Clauselänge
Clauselänge wird definiert durch die Zahl sprachlicher Einheiten, aus denen ein Clause besteht. Clause wiederum entspricht näherungsweise dem Teilsatz, ohne jedoch genau damit übereinzustimmen.

## Bestimmung der Clauselänge
Die Clauselänge kann durch die Zahl jeder kleineren Einheit (Buchstaben, Laute, Morphe, Silben und andere) bestimmt werden. Bisher wird die Clauselänge immer durch die Zahl der Wörter angegeben.

### Bedeutung der Clauselänge in der Stilistik
Die Clauselänge wurde bisher sowohl in der Quantitativen Stilistik als auch in der Quantitativen Linguistik verwendet.
In der Quantitativen Stilistik können mit Hilfe des Kriteriums der durchschnittlichen Clauselänge Textsorten unterschieden werden; Pieper gibt dazu folgende Übersicht:
| x  | Textgruppe               | Clauselänge (Median) |
| -- | ------------------------ | -------------------- |
| 1  | Hörspiel                 | 6.72                 |
| 2  | Drama                    | 6.82                 |
| 3  | Roman-Dialog             | 6.75                 |
| 4  | Diskussion               | 7.91                 |
| 5  | Roman-Nichtdialog        | 7.89                 |
| 6  | Briefe                   | 9.42                 |
| 7  | Wissenschaftliche Texte  | 11.62                |
| 8  | Allgemeine Gesetzestexte | 14.00                |
| 9  | Zeitung: Agenturberichte | 13.01                |
| 10 | Zeitung: Eigene Berichte | 11.57                |
| 11 | Zeitung: Feuilleton      | 11.41                |
| 12 | Zeitung: Sportberichte   | 11.71                |

Hier ist zu beachten, dass die Daten Piepers den Median (Zentralwert) der Clauselänge, nicht das arithmetische Mittel wiedergeben. Auch wenn diese Angaben stark von den ausgewerteten Texten abhängig sind, deutet sich doch an, dass es deutliche Unterschiede zwischen den Textgruppen gibt.

### Bedeutung der Clauselänge in der Linguistik
In der Quantitativen Linguistik wurden Clauselängen in Abhängigkeit von der Satzlänge untersucht. Es geht dabei um das Menzerathsche Gesetz, das bezogen auf die Clauselänge so lautet: „Je länger ein Satz, gemessen in der Anzahl der Clauses, desto kürzer die Clauses, gemessen in der Wortzahl.“ Bei ihrer Untersuchung von 10668 deutschen Sätzen verschiedener Textsorten konnte Heups diese Annahme unterstützen:
| x  | n(x)    | NP(x)   |
| -- | ------- | ------- |
| 1  | 12.4122 | 12.3638 |
| 2  | 10.2700 | 10.4111 |
| 3  | 9.5500  | 9.4547  |
| 4  | 9.0319  | 8.8560  |
| 5  | 8.5076  | 8.4370  |
| 6  | 8.0040  | 8.1244  |
| 7  | 7.9201  | 7.8816  |
| 8  | 7.1733  | 7.6875  |
| 9  | 6.8413  | 7.5292  |
| 10 | 7.0833  | 7.3983  |
| 11 | 7.4380  | 7.2889  |

(Dabei ist x: Zahl der Clauses pro Satz, n(x) der in diesem Satzkorpus beobachtete Anteil der Sätze mit x Clauses; NP(x) der Anteil der Sätze mit x Clauses, die berechnet wird, wenn man eine der Formen des Menzerathschen Gesetzes an die beobachteten Daten anpasst. Man sieht sehr deutlich, dass die Clauselänge abnimmt, wenn die Satzlänge zunimmt. Ergebnis: das Menzerathsche Gesetz ist für diese Textgruppe ein gutes Modell. Für ausführlichere Erläuterungen sei auf die angegebene Literatur verwiesen.)
Für englische Texte kam Köhler zu einem vergleichbaren Ergebnis, Teupenhayn & Altmann untersuchten Texte aus 9 Sprachen und unterstützen das Menzerathsche Gesetz ebenfalls.